# Callohesma tibialis
Callohesma tibialis är en biart som först beskrevs av Cardale 1993.  Callohesma tibialis ingår i släktet Callohesma och familjen korttungebin. Inga underarter finns listade.

## Bildgalleri

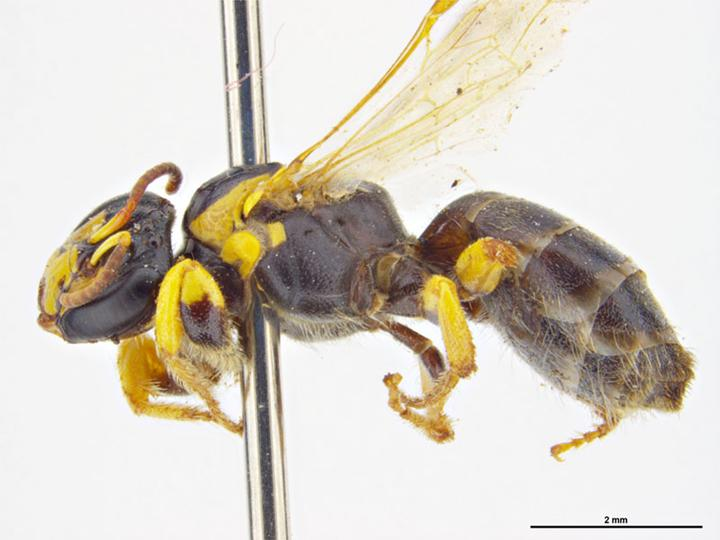